# 1897 en littérature
| Années de la littérature : 1894 - 1895 - 1896 - 1897 - 1898 - 1899 - 1900    |
| Décennies de la littérature : 1860 - 1870 - 1880 - 1890 - 1900 - 1910 - 1920 |

Cet article présente les faits marquants de l'année 1897 en littérature.

## Poésie
- Un coup de dés jamais n’abolira le hasard, poème de Mallarmé paru dans la revue Cosmopolis.

- Recessional, de Rudyard Kipling.
- L'écrivain indien Rabindranath Tagore écrit ses Poèmes.
- Publication du recueil de textes poétiques et de réflexions en prose Divagations de Stéphane Mallarmé.
- Publication du long poème en prose Les Nourritures terrestres d'André Gide.

## Romans
- Dracula, de Bram Stoker.
- Les Déracinés, premier volume de la trilogie Le Roman de l’énergie nationale, trilogie de Maurice Barrès aux éd. Fasquelle (1897-1902).
- La femme pauvre, de Léon Bloy.
- Capitaines courageux de l'écrivain britannique Rudyard Kipling.
- Le nègre du Narcisse de Joseph Conrad, écrivain britannique d'origine polonaise.
- Le Sphinx des glaces, de Jules Verne.

## Théâtre
- Edmond Rostand, Cyrano de Bergerac
- Oncle Vania et les Moujiks, de Tchekhov.
- Les Mauvais bergers, d'Octave Mirbeau

## Principales naissances
- 13 mars : Yéghiché Tcharents, poète arménien († 29 novembre 1937).
- 11 août : Enid Blyton, romancière britannique († 28 novembre 1968).
- 15 septembre : William Faulkner, écrivain américain († 6 juillet 1962).
- 3 octobre : Louis Aragon, écrivain et poète français († 24 décembre 1982).
- 23 octobre : Arap Shamilov, écrivain soviétique et kurde († 21 mai 1978).
- 27 octobre : Jean Arnaud-Durand, poète français († 29 octobre 1973).
- Date précise inconnue :
  - Éléonore Niquille, écrivaine russe installée en Suisse († 30 septembre 1957).

## Principaux décès
- 7 mars : Harriet Ann Jacobs, femme de lettres abolitionniste américaine (° 1813)
- 17 décembre : Alphonse Daudet (° 1840).
- 19 décembre : Stanislas de Guaita
- Dates non renseignées ou inconnues :
  - Luigo Tosti, historien bénédictin italien (° 1811).